# جبهه شامیه
جبهه شامیه (به عربی: الجبهة الشامیه) اتاق عملیات نظامی مشترک چند گروه شورشی درگیر جنگ داخلی سوریه در منطقه حلب است. اعضای این جبهه گرایش‌های ایدئولوژیک متفاوتی دارند و از سلفی‌های تندرو تا گروه‌های غیرسیاسی وابسته به ارتش آزاد سوریه در آن عضویت دارند.
تأسیس این گروه در ۲۵ دسامبر ۲۰۱۴ توسط جبهه اسلامیه (شاخه حلب)، ارتش مجاهدین، جنبش نورالدین زنکی، گروه فاستقم کما امرت و جبهه اصالت و توسعه اعلام شد. در ۱۸ آوریل ۲۰۱۵ جبهه شامیه انحلال خود را به عنوان یک ائتلاف اعلام کرد اما اظهار داشت که اعضای آن همچنان به همکاری با یکدیگر ادامه خواهند. دلیل این انحلال عدم همکاری بین گروه‌ها، خروج برخی از گروه‌های عضو و تشکیل گروه جدیدی با نام ثوار الشام (انقلابیون شام)، و افزایش قدرت ائتلاف جیش الفتح عنوان شده‌است.